# Bajagić
Bajagić falu Horvátországban Split-Dalmácia megyében. Közigazgatásilag Sinjhez tartozik.

## Fekvése
Splittől légvonalban 33, közúton 44 km-re, községközpontjától légvonalban 6, közúton 10 km-re északkeletre, a dalmát Zagora középső részén, a Cetina bal partján, a Hrvacei mező északkeleti szélén fekszik. A Kamešnica-, a Svilaja- és a Dinári-hegységek határolják. A falu teljes belterülete Čitlukkal átellenben a Cetina menti mezőn fekszik, míg keleti határa felnyúlik a Dinári-hegység lejtőire.

## Története
A település már a török uralom kezdete, a 16. század előtt is létezett és valószínűleg temploma is volt. Sinj vára 1686-ban szabadult fel a török uralom alól. Ezt követően a velencei hatóságok irányításával és rámai ferences szerzetesek vezetésével Boszniából és Hercegovinából keresztény lakosság érkezett. 1699-ben a karlócai béke értelmében a terület végképp felszabadult, de a béke nem maradt tartós. Az újabb velencei-török háborúnak az 1718-as pozsareváci béke vetett véget, mely után a török veszély végképp megszűnt ezen a vidéken. 1718 után főként Hrvace és Jasensko vidékéről újabb lakosság érkezett ide. A település kezdetben a bitelići plébániához tartozott, majd 1756-tól Bajagić és Obrovac a plébánián belül önálló káplánt kapott. 1786-ban már önálló plébániája volt, melynek szolgálatát a sinji ferences atyák látták el. 1810 és 1873 között világi papok szolgáltak itt, majd ezután újra visszajöttek a ferencesek. A velencei uralomnak 1797-ben vége szakadt és osztrák csapatok vonultak be a településre. 1806-ban az osztrákokat legyőző franciák uralma alá került, de Napóleon lipcsei veresége után 1813-ban újra az osztrákoké lett. 1918-ban az új szerb-horvát-szlovén állam, majd később Jugoszlávia része lett. A második világháború idején Sinj a Független Horvát Állam része lett. A háború után a település a szocialista Jugoszlávia része lett. Területe 1991-től a független Horvátországhoz tartozik. 2011-ben 562 lakosa volt.

## Lakosság
| Lakosság változása | Lakosság változása | Lakosság változása | Lakosság változása | Lakosság változása | Lakosság változása | Lakosság változása | Lakosság változása | Lakosság változása | Lakosság változása | Lakosság változása | Lakosság változása | Lakosság változása | Lakosság változása | Lakosság változása | Lakosság változása |
| ------------------ | ------------------ | ------------------ | ------------------ | ------------------ | ------------------ | ------------------ | ------------------ | ------------------ | ------------------ | ------------------ | ------------------ | ------------------ | ------------------ | ------------------ | ------------------ |
| 1857               | 1869               | 1880               | 1890               | 1900               | 1910               | 1921               | 1931               | 1948               | 1953               | 1961               | 1971               | 1981               | 1991               | 2001               | 2011               |
| 551                | 632                | 705                | 853                | 909                | 982                | 956                | 974                | 936                | 973                | 1.007              | 906                | 868                | 844                | 696                | 562                |

## Nevezetességei
- Szent Miklós püspök tiszteletére szentelt római katolikus plébániatemploma Ćiril Iveković tervei szerint épült a régi, 1726-ban épített templom helyén. Félköríves apszisa már a 19. század végén megépült, de az építést hosszú ideig szüneteltették és csak 1935-ben folytatták tovább. 1937-ben szentelte Bonefačić püspök. Harangtornyát 1955-ben építették. A templom faragott kövekből épült neoromán stílusban. A szentélyben álló nagy oltár a szentségtartóval és a nagyméretű kereszttel kőből épült. Ante Ušljebrke munkája 1961-ből. A főoltár előtt helyezték el a szembemiséző oltárt. A templom hosszúsága 36,50 méter, szélessége 11,60 méter.[2] Homlokzatán három hosszúkás, félköríves ablak, felettük egy körablak látható. A homlokzat felett áll a gúla toronysisakos harangtorony. A templom mellett található a falu temetője.
- Han településrészen a plébániaház földszintjén található a Kisboldogasszony kápolna, melyet 1974-ben építettek a plébános házi kápolnájának.
- A Sinji Boldogasszony kápolnát 1972-ben építették Ante Barač tervei szerint Čačijin Doc településrészen. Fogadalmi kápolnaként épült hálából, hogy 1942-ben a Szűzanya megoltalmazta a falu népét az olasz megszállóktól. A kápolnában a Sinji Boldogasszony kegyképének nagyméretű másolatát helyezték el.[2]
- A Gyógyító Boldogasszony tiszteletére szentelt kápolna a bagajići plébániaház mellett áll. A kápolnát az 1870-es években építették. Oltárán a Szűzanya képe áll és a plébánia házi kápolnájaként szolgált, amíg a plébános a régi plébániaházban lakott.[2]
- A faluban még két kisebb kápolna található, melyeket Páduai Szent Antal és Szent Miklós tiszteletére építettek 1928-ban.
- Bajagić Priorica nevű településrészén található a Kravarica-barlang régészeti lelőhelye. A lelőhelyet még nem kutatták, csak néhány őskori és középkori leletét jegyezték fel. A barlang belsejében véletlenül találtak a kora és középső bronzkorból származó kerámiatöredékeket, valamint a középkorhoz tartozó fémleleteket. A barlangnak két bejárata van, az egyik az északkeleti, a másik pedig a délkeleti oldalon.[5]
- A bajagići temető bővítésének alkalmából Banova draga területén, nem messze a Szent Miklós plébániatemplomtól kora középkori sírokat találtak.[6] A sírokat véletlenül fedezte fel a Nikola Putnik nevű helyi lakos. A helyszínt régészeti szempontból nem vizsgálták. A sírokban különféle mellékleteket találtak: kerámia edényeket, nyilakat, sarkantyúkat, késeket, dárdákat és sarlókat. A leleteket figyelembe véve nagy valószínűséggel feltételezhető, hogy ezek pogány temetkezési sírok voltak.[7]
- A 19. század első felében, a Cetina bal partján épült Stara Mostina malom egy függőlegesen merülő malomkerékkel rendelkező malom.[8] Az épület téglalap alaprajzú, egyenlő méretre faragott, szabályos sorokba rakott kövekből épült. A nyeregtetős fa tetőszerkezetet kőlapok borítják. A malom nyolc íves nyílásra épült. Eredetileg hat malomkereke volt, de ezek egyike sem maradt fenn. Belül egy helyreállított kas, egy kőmalomkerék, valamint egy nyitott tűzhely található.